# Greimersburg
Greimersburg ist eine Ortsgemeinde im Landkreis Cochem-Zell in Rheinland-Pfalz. Sie gehört der Verbandsgemeinde Cochem an.

## Geographie
Greimersburg liegt in der Osteifel zwischen Trier und Koblenz in Nähe der Städte Cochem an der Mosel und Kaisersesch. Zu Greimersburg gehören auch die Wohnplätze Browels-Mühle, Fahrendeierhof, Göbels-Mühle, Kaus-Höfe, Maxmehrmühle, Osters-Mühle, Schneiders-Mühle, Thönnesgens-Mühle und Weißmühle.

## Geschichte
Greimersburg wurde erstmals im Jahr 1446 unter dem Namen „Greimersbeuren“ urkundlich erwähnt.
Bis zum Ende des 18. Jahrhunderts gehörte Greimersburg landesherrlich zu Kurtrier und war dem Hochgericht Klotten im Amt Cochem zugeordnet. Im Trierer Feuerbuch aus dem Jahr 1563 waren 26 Feuerstellen (Haushalte) in Greimersburg (Grimmersburg) verzeichnet, 1684 waren es 22.
Im Jahr 1794 hatten französische Revolutionstruppen das Linke Rheinufer annektiert, von 1798 bis 1814 gehörte Greimersburg zum Kanton Cochem im Arrondissement Koblenz des Rhein-Mosel-Departements. Munizipalräte (Greimersburger Gemeindevertreter in der Mairie Cochem) waren 1808 die Bürger Gilles, Münch und Schuwerak.
Aufgrund der Beschlüsse auf dem Wiener Kongress (1815) wurde die Region dem Königreich Preußen zugeordnet. Unter der preußischen Verwaltung kam die Gemeinde Greimersburg zur Bürgermeisterei Cochem im Kreis Cochem, der zum neuen Regierungsbezirk Koblenz sowie von 1822 an zur Rheinprovinz gehörte.
Seit 1946 ist Greimersburg Teil des Landes Rheinland-Pfalz, seit 1968 gehörte die Ortsgemeinde der Verbandsgemeinde Cochem-Land (seit 2009 Verbandsgemeinde Cochem) an und seit 1969 zum Landkreis Cochem-Zell.
Bevölkerungsentwicklung
Die Entwicklung der Einwohnerzahl der Ortsgemeinde Greimersburg, die Werte von 1871 bis 1987 beruhen auf Volkszählungen:
| Jahr | Einwohner |
| ---- | --------- |
| 1815 | 225       |
| 1835 | 470       |
| 1871 | 515       |
| 1905 | 557       |
| 1939 | 539       |
| 1950 | 501       |
| 1961 | 492       |

| Jahr | Einwohner |
| ---- | --------- |
| 1970 | 585       |
| 1987 | 629       |
| 1997 | 680       |
| 2005 | 711       |
| 2011 | 692       |
| 2017 | 693       |
| 2022 | 716       |

## Religion
Greimersburg war bis zum Jahre 1728 kirchlich der katholischen Pfarrei Klotten zugeordnet. Heute bilden Greimersburg und Landkern eine Pfarrei.

## Politik

### Gemeinderat
Der Ortsgemeinderat Greimersburg besteht aus zwölf Ratsmitgliedern, die bei der Kommunalwahl am 9. Juni 2024 in einer Verhältniswahl gewählt wurden, und dem ehrenamtlichen Ortsbürgermeister als Vorsitzendem.
Die Wählergruppe Junglas ist mit sieben Sitzen und die Wählergruppe Mindermann mit fünf Sitzen vertreten.

### Ortsbürgermeister
Hans-Werner Junglas wurde 2012 Ortsbürgermeister von Greimersburg.
Bei der Direktwahl im Juni 2024 wurde er für weitere fünf Jahre in seinem Amt bestätigt.
Der Vorgänger von Junglas als Ortsbürgermeister, der seit 2001 amtierende Paul Lauxen, hatte das Amt zum 31. Juli 2012 aus gesundheitlichen Gründen niedergelegt.

### Wappen
| Wappen von Greimersburg | Blasonierung: „In Silber, ein durchgehendes rotes Kreuz belegt mit einem schwarzen Schild, darin ein goldener Kreuzstab mit daran hängenden silbernen Glöckchen.“ |
| Wappen von Greimersburg | |

## Sehenswürdigkeiten
- „Tal der Wilden Endert“ mit seinen ehemaligen Mühlen